# Новопавлівка (зупинний пункт)
Новопа́влівка — пасажирський залізничний зупинний пункт Херсонської дирекції Одеської залізниці на лінії 373 км — Снігурівка між станціями Туркули (5 км) та Калініндорф (4 км). Розташований поблизу села Новопавлівське Баштанського району Миколаївської області.

## Пасажирське сполучення
Приміське сполучення здійснюється щоденно поїздами:
- Миколаїв-Вантажний — Апостолове (через Миколаїв, Копані, Херсон, Херсон-Східний, Снігурівку);
- Херсон — Апостолове[1].

Щоб дістатися до міста Дніпро, достатньо доїхати приміським поїздом до станції Апостолове, на якій діє узгоджена пересадка на приміський поїзд сполученням Апостолове — Дніпро.